# Agència de Malwa Occidental
L'Agència de Malwa Occidental fou una entitat administrativa britànica formada per estats tributaris y/o protegits en forma d'agència política del governador de l'Índia central.
Es va formar després del tractat de Mandasor dels britànics amb Malhar III Rao Holkar (6 de gener de 1818) quan cossos militars locals foren estacionats a Mehidpur i el seu comandant va rebre poders civils i militars; el seu domini era l'agència que va portar el nom d'Agència de Malwa Occidental. Els estats de l'agència eren: 
- Jaora
- Ratlam
- Sillana o Sailana
- Sitamau

Per certs aspectes jurisdiccionals també en feien part els districtes d'Ujjain, Shahjahanpur, Agar, Mandsaur o Mandesar i Nimach (Neemuch) de Gwalior (o dels Sindhia de Gwalior), el districte de Rampura i les parganes de Mehidpur, Kaitha i Tarana d'Indore (o dels Holkar d'Indore), la pargana d'Alaut (de la branca sènior de Dewas), les parganes de Ringnaud i Gurgachha (de la branca júnior de Dewas), la pargana Pirawa de Tonk; i les parganes d'Awar, Pachpahar, Dag i Gangrar de Jhalawar.
I n'eren part els següents thakurats garantits: 
- Ajranda
- Barra
- Bichhraud
- Bilanda
- Dabri
- Datana
- Dhulatia
- Jawasia
- Kalukhera
- Salgarh
- Narwar
- Nandgaon
- Naulana
- Panth Piploda
- Piplia
- Piploda
- Sheogarh

La superfície era d'uns 31.000 km² i la població el 1881 d'1.511.324. La capital era a Agar i l'agent polític tenia sessions de jutge a Nimach. Les principals poblacions eren Agar (6.193 habitants), Bhanpura, Barnagar, Jawud, Jaora, Mehidpur, Mandsaur, Nimach (Neemuch), Rampura, Ratlam i Ujjain (32.932 habitants).
El 1854 va quedar inclosa com a subagència a l'agència de l'Índia Central. El 1895 va ser abolida i es va formar una nova agència, ara separada, anomenada Agència de Malwa, a la que es van afegir els dos principats de Dewas i el de Bagli fins al 1903 que foren separats, però després de 1907 aquestos foren agregats altre cop junt amb el d'Indore